# 나나쿠보촌
나나쿠보촌(七久保村)은 나가노현 가미이나군에 있던 촌이다. 현재의 이지마정에 해당한다.

## 역사
- 1889년 4월 1일 - 정촌제 시행에 의해 오사후지촌이 단독으로 자치체를 형성하였다.
- 1956년 9월 30일 - 이지마촌과 합병해 새로운 이지마촌이 성립하여, 동일 오사후지촌은 폐지되었다.

## 교통

### 철도
- 일본국유철도
  - 이다선

### 도로
현재는 구 촌역에 주오 자동차도가 통과하지만, 당시엔 미개통

## 참고문헌
- 角川日本地名大辞典 20 長野県